# Elektrochok (band)
Elektrochok (1978-1979) var ét af de første danske punkbands på den tidligste danske punkscene. Bandet spillede som oftest sammen med Sods og var mest aktive i 1979. Elektrochok debuterede på Månefiskeren den 23. maj 1978, hvor de spillede sammen med Sods og No Knox. Bandet ser ud til at have spillet deres sidste koncert i forbindelse med en støttefest for ASO på spillestedet "Operaen" i København den 1. september 1979.
Bandet spillede bl.a. til den første større punkkoncert i Danmark "Concert of the Day" den 15. september 1978.
Elektrochok medvirker på Pære Punk LP'en der udkom i april 1979, men deltog ikke i selve Pære Punk-festivalen i Århus i november 1978.
Blandt bandmedlemmerne var sangerinde Vicious Decay (Vicious D.K., Ann-Christine Gløet), guitarist Joe Z (sen. Repeat), bassist Lone Star og trommeslager Eddie Haircut (Milan Balsgaard, også i Brats og Monomania), som også var medarrangør af den store punkfestival "Concert Of The Moment" i 1979. Alice Wonderland (Hans Henrik Gylov) erstattede Eddie Haircut på trommerne, da Elektrochok havde eksisteret et halvt års tid, og Eddie Haircut fik travlt med Brats. Det er således Alice Wonderland, der gik i studiet i Vestergade og spiller trommer på de to numre, som Elektrochok bidrog med på Pærepunk. Alice Wonderland var efter Elektrochoks opløsning også en del af Monomania

## Diskografi
- Pære Punk – 12" comp LP 1979 (Kong Pære / KLP1)
- Pære Punk – MC comp 1979 (KPMC1/ Kong Pære)
- Bloodstains Across Denmark – 12" comp LP 1997